# 中園良行
中園 良行（なかぞの よしゆき）は、日本の団体職員。一般社団法人全国農業会議所事務局長や、独立行政法人農業者年金基金理事長を務めた。

## 人物・経歴
1977年九州大学農学部卒業。全国新規就農相談センター所長、全国農業会議所全国農業会議所担い手・新規就農対策部長兼全国担い手育成総合支援協議会事務局長、全国農業会議所新規就農対策部長、全国農業会議所総務部長を経て、2009年全国農業会議所事務局長。2011年農業者年金基金理事長。この間、全国農業法人協会初代事務局長や、参議院参考人なども務めた。